# Budîlka, Lebedîn
Budîlka (în ucraineană Будилка) este localitatea de reședință a comunei Budîlka din raionul Lebedîn, regiunea Sumî, Ucraina.

## Demografie
Componența lingvistică a localității Budîlka
     Ucraineană (94,44%)
     Rusă (5,03%)
     Alte limbi (0,15%)
Conform recensământului din 2001, majoritatea populației localității Budîlka era vorbitoare de ucraineană (94,44%), existând în minoritate și vorbitori de rusă (5,03%).